# 職事
職事（しきじ）とは、律令制における特定の官人集団を指して用いた呼称。本来は一定の執掌を指し、転じてその執掌を持つ官人のことをも指すようになって職事官（しきじかん）とも呼ばれるようになった。

## 日本

### 職事官
日本における職事（職事官）は、中央官司・大宰府・国司の四等官および品官を指す。長上官のうち内長上と呼ばれる人々に相当し、また公式令では内外諸司の執掌のある者を、官位令では官位相当規定を持つ者を指す（ただし、公式令・官位令・選叙令・禄令・衣服令などの各令の規定間では職事の範疇に多少の違いがある）。
唐では職事官と散官は対となっていたが、日本では必ずしもそうはなっていない。位階は持っていても執掌のない散位は職事に含まれないのは当然であるが、長上官でも外長上にあたる郡司や軍団の大少毅・国博士・国医師は職事には含まれず（郡司や大少毅は「外職事」と呼ばれることもあったが法律上の規定がある訳ではない）、長上工や番上の雑任も職事には含まれていない。内舎人や兵衛・使部・直丁なども職事にはあたらない。在京の文武職事と大宰府・壱岐・対馬に勤務する職事官は半年ごとに120日以上出勤する（上日）ことで、それぞれの官位に応じた季禄が支給されていた（国司など地方の職事官は別規定、また散位にも別の基準で季禄が与えられた）。
職事官にあたる四等官と品官は官司機構の主体を構成する現職の官人層であり、律令国家の中核を運営する人々であった。

### 女官
女官（宮人）には官位相当は存在しないものの、四等官をまねて「尚・典・掌」からなる三等官の制度があった（准位と呼ばれる官位相当に代わる制度はある）。後宮職員令ではこの三等官を職事、それ以下の女孺・采女・氏女などを散事と呼んで区別している。

### 蔵人所
後宮十二司の女官（宮人）の機能の一部を代行する形で成立した蔵人所でもその主体をなす五位蔵人・六位蔵人を指して「職事」と称した（蔵人頭については加える用法と除く用法がある）。蔵人は官位相当に属しない令外官であったが、（蔵人頭・）五位蔵人・六位蔵人といった蔵人所の正規の要員は職事官と同様に重責を担ったことによる。これに対して、見習いである非蔵人は「非職」と呼ばれた。
また、後宮に倣って摂関家や親王家に蔵人所が設置された場合には同様の役目の家司を「職事」と呼んだり、同じく家政機関の1つである侍所別当を「職事」と称したりした事例がある。